# 公民體育會

公民體育會的會徽

公民體育會（英文：The Citizen Athletic Association，縮寫：TCAA）前稱公民健身會，是香港的一個體育組織，為非牟利團體，於1947年11月11日成立。

## 屬下部門
公民體育會分為多個部門，其中主要的部門為田徑部及足球部。所有部門如下：
- 田徑部
- 中外武術

武術部
拳擊部
太極拳
- 健身部
- 乒乓球部：為容國團在香港時效力的球隊，與鄧鴻坡和吳國海組成的隊伍，曾經奪得全港乒乓球公開賽高級組比賽冠軍。
- 足球部
- 籃球部

## 外部連結
- 公民體育會官方網站（公民體育會 - 網上體育中心） （页面存档备份，存于）
- 公民體育會網上留言版[永久]